# Slipstream (Good-Time Joe)
Slipstream is de enig bewaarde single van de muziekgroep Good-Time Joe. Ze bestonden slechts twee jaar en heette eerst nog Stud. Ze kwamen niet toe aan het opnemen van een album.
De B-kant is geschreven door Boudewijn van den Berg en Sandy van der Linden, die elkaar ontmoet hadden in Boo & The Booboos.
Het commercieel belang van de single was gering, maar het is een curieuze samenwerking van:
- zanger Sandy van der Linden uit de achtmansband The Trance and Dance Band, heeft als acteur gespeeld in Angela van Nikolai van der Heyde; hij nam de titelsong op voor Polydor, hij was naar eigen zeggen destijds bevriend met Keith Richards
- gitaristen Ed Postema en wellicht Ferdi Karmelk
- basgitarist Ian Bishop
- pianist Herman Brood
- drummer Bert Kleijn
- muziekproducent Boudewijn de Groot